# Raúl Conrado Bevacqua
Raúl Conrado Bevacqua (Junín, 14 de septiembre de 1912 - Salto, 7 de septiembre de 1960) fue un médico y político argentino, que ejerció como ministro de Asistencia Social y Salud Pública de la Nación a fines de la segunda presidencia de Juan Domingo Perón.
Recibido de médico en la Universidad de Buenos Aires en 1937, completó sus estudios y práctica médica en distintos hospitales en Europa. Ejerció su oficio en el Policlínico Salaberry, en la ciudad de Junín.
Partidario de Juan Domingo Perón, formó parte de la Comisión de Defensa del Estatuto de los Profesionales del Arte de Curar, fue prosecretario general del Sindicato de Médicos de la República Argentina, y desde 1949 fue Secretario General de Medicina Asistencia, dependiente del Ministerio de Salud Pública. Fue interventor del Partido Peronista, sucesivamente en la provincia de Misiones, en La Rioja, en Mendoza y en la Capital Federal.
En julio de 1954 fue nombrado ministro de Asistencia Social y Salud Pública de la Nación, reemplazando al muy prestigioso Ramón Carrillo.
Durante su gestión apoyó el proyecto de reapertura de los prostíbulos ―que habían sido cerrados durante la Revolución del 43― como "casas de tolerancia", que fue una de las razones del conflicto del peronismo con la Iglesia. El resto de sus gestiones estuvo orientado a continuar las políticas del exministro Ramón Carrillo, de modo que continuó el descenso de la mortalidad infantil, que bajó a 56 por mil en 1955.
Tras producirse el golpe de Estado de 1955 huyó a Chile para evitar la persecución de la dictadura de Aramburu a raíz de sus convicciones políticas.
Falleció en un accidente aéreo en la ciudad uruguaya de Salto, el 7 de septiembre de 1960, a los 47 años.